# Telipteris
Telipteris (zelenka; lat. Thelypteris), rod trajnica papratnjača iz porodice Thelypteridaceae, dio reda osladolike. U rod se uključivalo preko 1100 vrsta raširenih po svim kontinetima, ali su sve osim dvije vrste izdvojene u druge rodove.
U Hrvatskoj je poznata močvarna zelenka, Thelypteris palustris.

## Vrste
1. Thelypteris confluens (Thunb.) C.V.Morton
2. Thelypteris palustris Schott

## Sinonimi
- Asterochlaena C.Chr.